# Sandra Eriksson

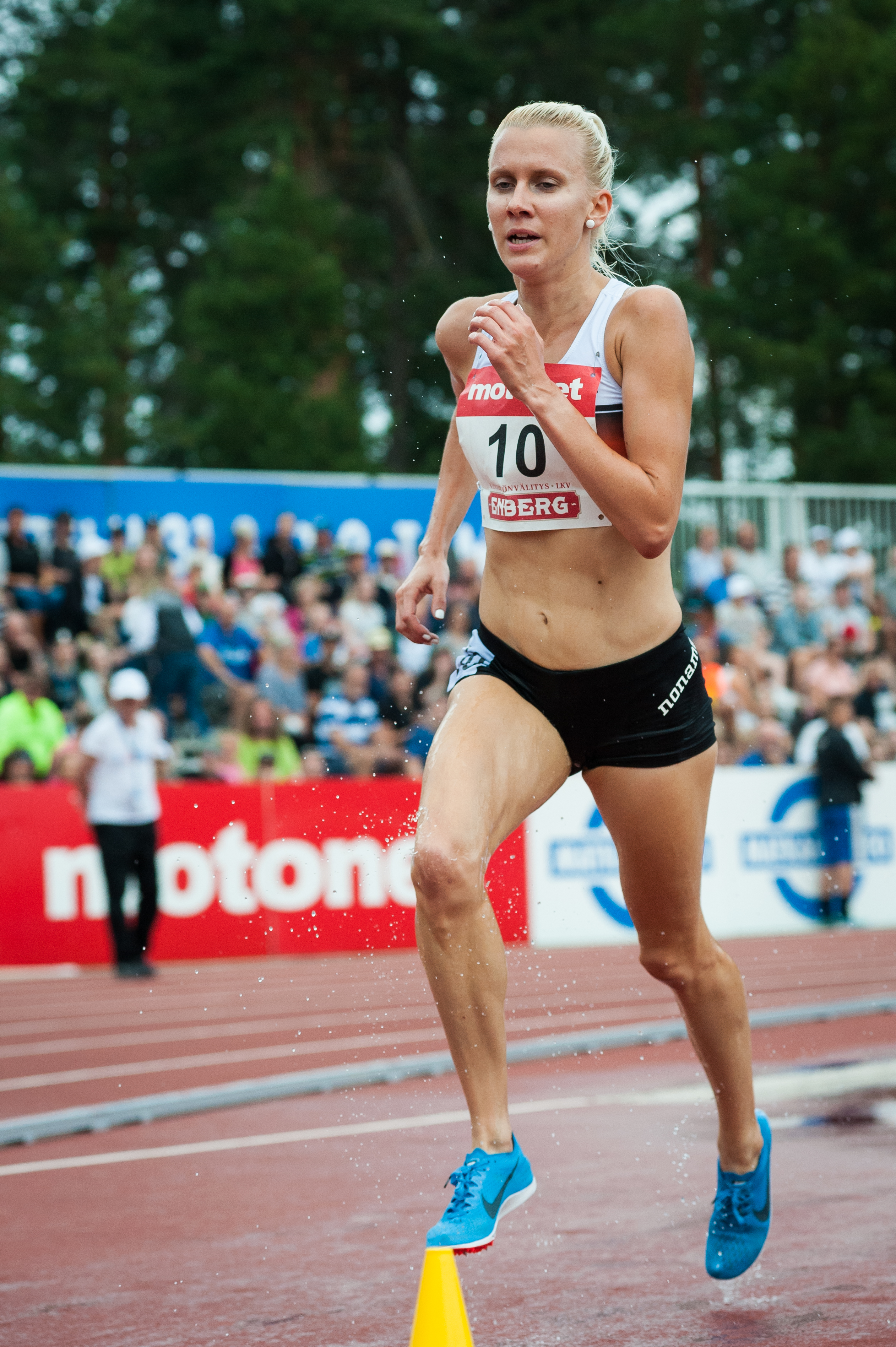

Sandra Elisabet Eriksson (Uusikaarlepyy, 4 de junho de 1989) é uma corredora de meia-distância finlandesa. 